# Rohtenburg
Rohtenburg (alternatieve titel: Grimm Love) is een Duitse (Engelstalige) drama-horrorfilm uit 2006 onder regie van Martin Weisz. Het verhaal is hoofdzakelijk een bewerking van de waargebeurde geschiedenis van kannibaal Armin Meiwes en de man die zich vrijwillig door hem liet opeten, omlijst door een raamvertelling. Rohtenburg won zeven filmprijzen, waaronder de prijzen voor beste regisseur, beste cinematografie en beste acteur (gedeeld door Thomas Huber en Thomas Kretschmann) van het Filmfestival van Sitges.

## Verhaal
Katie Armstrong studeert misdaadpsychologie en werkt aan haar proefschrift. Hiervoor doet ze studie naar de geschiedenis van de veroordeelde kannibaal Oliver Hartwin, die door middel van een chatroom op het internet een man zocht en vond die zich vrijwillig door hem wilde laten opeten. Armstrong wil te weten komen wat zowel slachtoffer Simon Grombeck als de man die hem opat tot dit pact dreef. Door middel van documentatie en videobeelden reconstrueert ze hun levens vanaf hun kindertijd tot aan de dodelijke climax.

## Rolverdeling
- Thomas Kretschmann - Oliver Hartwin (gebaseerd op Armin Meiwes)
- Keri Russell - Katie Armstrong
- Thomas Huber - Simon Grombeck (gebaseerd op Bernd Jürgen Brandes)
- Marcus Lucas - Felix
- Angelika Bartsch - Viktoria
- Alexander Martschewski - Rudy
- Nils Dommning - Karl
- Axel Wedekind - Domino
- Tatjana Clasing - Hanna